# Mont Lauro
Le mont Lauro est une montagne de 986 m d'altitude située dans le sud-est de la Sicile dans les monts Hybléens. Il se trouve dans la province de Syracuse, non loin de la limite avec celles de Raguse et de Catane. Avec les montagnes environnantes, le mont Lauro fait partie d'un complexe volcanique sous-marin du Miocène, aujourd'hui éteint.
Sur ses pentes poussent quelque 2 330 ha de forêt de conifères méditerranéens. Il donne naissance à plusieurs cours d'eau dont l'Anapo, le Dirillo et l'Irminio.
Le nom de mont Lauro semble provenir du latin Laurus nobilis, plante qui y pousse naturellement. Du fait de sa position et de sa hauteur, il abrite de nombreuses antennes de transmissions radiophonique et télévisuelle.